# ثيو زيدان
ثيو زيدان (بالفرنسية: Théo Zidane Fernández)‏؛ من مواليد 18 مايو 2002) هو لاعب كرة قدم فرنسي محترف خط وسط مع نادي قرطبة وهو ابن اللاعب الفرنسي السابق زين الدين زيدان.

## النشأة
ولد ثيو زيدان في 18 مايو 2002 في آكس أون بروفانس. وهو الابن الثالث للاعب كرة القدم السابق زين الدين زيدان وزوجته فيرونيك فرنانديز. وهو من أصل إسباني من جهة والدته، ومن أصل فرنسي جزائري من جهة والده، و لديه 3 أشقاء إنزو ولوكا وإلياس وجميعهم لاعبو كرة قدم محترفون.

## مسيرته الكروية
انتقل ثيو زيدان إلى أكاديمية الشباب في ريال مدريد في عام 2010. بدأ اللعب مع الفريق الرديف ريال مدريد كاستيا في سبتمبر 2020. بدأ التدريب مع الفريق الأول ريال مدريد في فبراير 2021 عندما كان والده مديراً للنادي.

## مسيرته الدولية
ثيو زيدان هو لاعب شاب فرنسي، حيث مثل المنتخب الفرنسي للفئات تحت 16 سنة وتحت 17 سنة وتحت 20 سنة. وقد مثل المنتخب الفرنسي أيضا في بطولة أمم أوروبا تحت 17 سنة في نسختها عام 2019.

## الإحصائيات

### إحصائيات الظهور والأهداف في النادي، والمواسم، والمنافسات.[8]
| النادي            | الموسم   | الدوري                           | الدوري | الدوري | الكأس | الكأس | أوروبا | أوروبا | أخرى | أخرى | المجموع | المجموع |
| النادي            | الموسم   | نوع الدوري                       | لعب    | سجل    | لعب   | سجل   | لعب    | سجل    | لعب  | سجل  | لعب     | سجل     |
| ----------------- | -------- | -------------------------------- | ------ | ------ | ----- | ----- | ------ | ------ | ---- | ---- | ------- | ------- |
| ريال مدريد كاستيا | 2020-21  | الدوري الإسباني الدرجة الثانية ب | 3      | 0      | -     | -     | -      | -      | 0    | 0    | 3       | 0       |
| ريال مدريد كاستيا | 2021-22  | Primera División RFEF            | 22     | 0      | -     | -     | -      | -      | 0    | 0    | 22      | 0       |
| ريال مدريد كاستيا | 2022-23  | Primera División RFEF            | 7      | 1      | -     | -     | -      | -      | 0    | 0    | 7       | 1       |
| الإجمالي          | الإجمالي | الإجمالي                         | 32     | 1      | 0     | 0     | 0      | 0      | 0    | 0    | 32      | 1       |

## الإنجازات
ريال مدريد
- دوري أبطال أوروبا: 2023–24[9]

## وصلات خارجية
- FFF profile
- Real Madrid profile